# The S.L.P.
The S.L.P. — сольный музыкальный проект Серджо Пиццорно, гитариста и главного автора песен рок-группы Kasabian. Название происходит от инициалов его полного имени — Серджо Лоренцо Пиццорно. Дебютный сингл его проекта, «Favorites», включает вокал рэп-певицы Little Simz. Сингл был выпущен 14 мая 2019 года и был впервые поставлен BBC Radio 1 в эфире программы «Future Sounds» с Энни Мак.
Второй сингл, «Nobody Else», был выпущен 20 июня 2019 года и был также поставлен BBC Radio 1 в эфире программы «Future Sounds» с Энни Мак. В то же время было объявлено о гастролях по Великобритании и Европе, о двух шоу в Лондоне в EaRTh, а также о концертах в Италии, Германии и Нидерландах.
Пиццорно задумал проект, в то время как группа Kasabian взяла годовой перерыв. Тогда он обнаружил, что хотел бы исследовать «крайние стороны своей личности» в качестве «способа держать себя в здравом уме». Он записал и спродюсировал альбом из 11 треков в своей студии в Лестере. Альбом был выпущен 30 августа 2019 года и также включает сотрудничество со slowthai.
Трек «Favourites» возник потому, что певца беспокоит лживость самопрезентации людей в социальных сетях, в эпоху, когда, как он сказал Энни Мак, «большинство людей притворяется кем-то другим посредством своей личности в Интернете». Видеоролик, выпущенный в конце мая 2019 года и продвигаемый MTV, DIY, NME и другими, был снят дизайнером Айтором Троупом с использованием новой техники перераспределения времени, разработанной самим Троупом.